# ワンハンド・デッドリフト

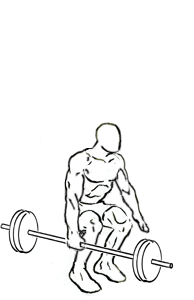
ワンハンド・サイド・デッドリフト(スタート)

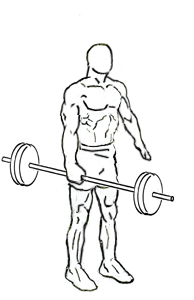
ワンハンド・サイド・デッドリフト(フィニッシュ)

ワンハンド・デッドリフト(one hand dead lift)はウエイトトレーニングの種目の一つ。握力を強化することができる。肩甲骨を寄せる必要はない。ストラップを用いずに行う。また、バーベルで行う方が難度が高い。

## 具体的動作

### バーベル・ワンハンド・デッドリフト
1. パワーラックにセーフティバーをセットし、膝の皿の下あたりにバーベルが位置するようにする。
2. 片手でバーベルの中央を持ち、息を吸いながらトップサイドデッドリフトの要領で持ち上げる。
3. 息を吐きながら元の姿勢に戻る。このとき、バーがセーフティバーに着かないようにする。
4. 2〜3を繰り返す。反対側も同様に行う。

### ダンベル・ワンハンド・デッドリフト
1. フラットベンチの上にダンベルを置き、膝の皿の下あたりにダンベルが位置するようにする。
2. 片手にダンベルを持ち、息を吸いながらトップサイドデッドリフトの要領で持ち上げる。
3. 息を吐きながら元の姿勢に戻る。このとき、ダンベルがベンチに着かないようにする。
4. 2〜3を繰り返す。反対側も同様に行う。